# Fundy Shores
Fundy Shores est une communauté rurale du Nouveau-Brunswick, situé dans le territoire de la commission de services régionaux du Sud-Ouest. La municipalité a été constituée le 1er janvier 2023, par la fusion du district de services locaux (DSL) de la paroisse de Musquash et de parties du DSL de la paroisse de Lepreau.